# Centropogon foliosus
Centropogon foliosus är en klockväxtart som beskrevs av Henry Hurd Rusby. Centropogon foliosus ingår i släktet Centropogon och familjen klockväxter. Inga underarter finns listade i Catalogue of Life.